# Hafid Kéramane
 (décembre 2022).
Hafid Keramane (en arabe : حفيد كرامان), né en 1931 à Béjaïa et mort le 13 novembre 2012 est un militant algérien, président de l’association des étudiants musulmans nord-africains, puis chef de la délégation du FLN en en Allemagne de l'Ouest et chef de la mission du GPRA à Tunis. 

## Biographie

### Responsable étudiant et Fédération de France du FLN
Après des études primaires et secondaires à Bejaia puis à Sétif au Lycée Albertini où il a fait connaissance avec des militants du PPA (Belaid Abdesselam, Abelmalek Benhabylès, Abdelkrim Benmahmoud, Mohamed Kellou, etc.) il entama ses études supérieures à l'Université d'Alger et s'engagea au début des années 50 dans le mouvement étudiant au sein de l'Association des étudiants musulmans d'Afrique du Nord (AEMAN). Après 1954, il rejoindra rapidement les rangs du FLN au sein duquel il militera activement, d’abord à Bejaia, ensuite à Paris où il se rend pour poursuivre des études supérieures en droit et en sciences politiques.
En 1956, Hafid sera élu président de la Section de Paris de l'Union générale des étudiants musulmans algériens (UGEMA) et, en 1957, président de l’Association des étudiants musulmans nord-africains (AEMNA) . Membre du Comité directeur de l’UGEMA, il présidera plusieurs séances au 3e Congrès tenu en décembre 1957 dans la région parisienne puis le 4e congrès de Tunis en juillet 1960. Il est, en même temps, membre de la Direction de la Fédération de France du Front de libération nationale et établit des réseaux du FLN au sein du mouvement estudiantin maghrébin de Paris .

### Chef de la délégation du FLN en Allemagne de l'Ouest
En 1958, les dirigeants de la lutte armée, le désignent comme Chef de la délégation du FLN en Allemagne de l'Ouest (Ainsi qu'en Autriche, aux Pays-Bas et une partie de la Belgique jusqu’à la nomination d’un responsable dans chacun de ces pays). A ce poste, il s'associe à l'action de la Fédération de France du FLN  qui avait la lourde tâche d'assurer l'acheminement vers l'Allemagne fédérale et la prise en charge de nombreux militants algériens recherchés et traqués en France par la police colonialiste et leur transfert vers les rangs de la Révolution (Militaires déserteurs, artistes de la troupe nationale , étudiants répondant à l’appel de l’Etat-major de l’ALN). Durant cette période, Hafid Kéramane et son collaborateur Mouloud Kacem Nait Belkacem déployaient des efforts infatigables pour tisser un large réseau de soutien en Allemagne en faveur de la cause algérienne, réseau composé de personnalités issues de milieux divers : politiques, syndicalistes, intellectuels, étudiants, jeunes, etc. Ils réussirent ainsi à mobiliser l'opinion allemande et à populariser la lutte et les objectifs du peuple algérien, avec le soutien rôle exceptionnel de son grand et fidèle ami Hans Jürgen Wischnevski, personnalité éminente du Parti Social-Démocrate allemand (SPD).

### La Pacification
Dans le domaine de l'information, Hafid Kéramane a joué également un rôle important. Outre la publication et la diffusion de bulletins et de tracts, il a participé à l'élaboration et à l'édition par la Fédération de France du FLN d'un ouvrage portant le titre La Pacification et signé de son nom véritable, car à l'époque il était connu sous le pseudonyme de «Malek», sous la supervision de son grand ami, l’écrivain Kateb Yacine. Acte de courage et d’engagement sans pareil lui qui est fiché et recherché pour ses activités politiques en faveur de l’indépendance de l’Algérie. Cet ouvrage- traduit en une vingtaine de langues- rassemble des écrits et témoignages les plus significatifs sur les crimes et tortures perpétrés durant la guerre d’Algérie.

### Chef de la mission du GPRA  à Tunis
Au début de l'année 1960, Hafid Kéramane est nommé chef de la Mission diplomatique du gouvernement provisoire de la République algérienne(GPRA) en Tunisie, poste qu'il occupa jusqu'à l'Indépendance. Il reçoit un accueil chaleureux de la part du président Bourguiba et du gouvernement tunisien avec lequel il renforce les liens de solidarité et de coopération fraternelles entre les dirigeants et les peuples des deux pays frères résolument engagés dans la lutte contre le colonialisme et ses séquelles .

## Le périple diplomatique
Après l'Indépendance, Hafid Kéramane connaîtra une carrière diplomatique. En juin 1963, il est nommé ambassadeur en Allemagne fédérale où il retrouve un pays connu dont il a apprécié l'hospitalité et des amis fidèles avec lesquels il initie une coopération particulièrement intense et fructueuse. En mai 1966, il sera muté au Brésil, pays le plus important d'Amérique latine, non seulement par sa superficie et sa population, mais aussi par ses immenses potentialités économiques en pleine expansion. Malgré la dictature militaire, des liens discrets mais soutenus sont liés avec l'opposition, ce qui sera particulièrement utile pour le développement des relations entre les deux pays après le retour au Brésil à un régime démocratique. En novembre 1974, Hafid est nommé ambassadeur en Iran. Il parviendra à établir entre les deux pays un climat de confiance à tel point que le Shah d'Iran propose à l'Algérie de jouer son rôle de médiateur dans le conflit qui oppose l'Irak et l'Iran sur les problèmes du golfe arabo-persique. Après avoir été récusé par la gouvernement français en raison de ses écrits notamment "La Pacification" , il est nommé Ambassadeur en Allemagne Fédérale, au Brésil, 
en Iran, en Pologne, au Japon et aux Pays-Bas, enfin comme Ambassadeur conseiller du Ministre des Affaires Etrangères jusqu'à sa mise à la retraite en décembre 2001.
A l'occasion de la réunion à Alger de la conférence au sommet de l'Organisation des pays exportateurs de pétrole (Opep) en Mars 1975, un accord dit «d'Alger» a été conclu par les deux protagonistes sous les auspices de l'Algérie.
Par la suite, Kéramane occupera successivement les postes d'ambassadeur à Varsovie en Pologne (novembre 1978-septembre 1982), à Tokyo au Japon (septembre 1982- septembre 1984).
Enfin, son dernier poste à l'extérieur sera La Haye (Pays-Bas) où il achèvera sa mission après avoir relancé avec ce pays une forte coopération en matière d'énergie en collaboration avec le Bureau de Sonatrach à Rotterdam, premier port pétrolier dans le monde. Rentré à Alger, Hafid Kéramane est nommé ambassadeur conseiller du ministre des Affaires étrangères de janvier 1990 à décembre 2001, date à laquelle s'achèvera sa longue et brillante carrière pour une retraite bien méritée.
Avec les qualités de cœur et d'esprit qui l'ont toujours animé et qui ont fait de lui un homme d'élite,  son affection touchante et sa constante affabilité, Hafid Keramane a toujours chaleureusement accueilli et prêté assistance aux personnes et responsables en difficulté, à l’image de Kateb Yacine. C’est ainsi que, alors qu’il était représentant du FLN en Allemagne, il a reçu chez lui le colonel Boumediene en rupture avec le GPRA . Il a agi de la même manière avec Mohamed Khider –toujours en Allemagne où il était ambassadeur- lorsque,au lendemain de l’indépendance, celui-ci a dû quitter le pays, à la suite de sa brouille avec Ahmed Ben Bella. 
Hafid  s'est éteint le 13 novembre 2012. Ses compagnons et de très nombreuses personnalités nationales  l'ont accompagné à sa dernière demeure au cimetière de Ben Aknoun. D'autres lui ont aussi rendu hommage par de nombreux écrits dans la presse nationale, notamment ses anciens compagnons de l’UGEMA et les dirigeants de la Fédération de France du FLN affectés, ont-ils écrit par la « la perte d’un valeureux patriote, d’un militant engagé, d’un grand commis de l’État qui, toute sa vie durant, a servi sa patrie avec un dévouement et une abnégation admirables, restant ainsi fidèle aux valeurs morales et aux idéaux patriotiques puisés dans son éducation familiale ».

## Hommages
- L’Expression –quotidien algérien -25 novembre 2012 –Hommage à un grand patriote
- Liberté – quotidien algérien – 27 novembre 2012 –Disparition de Hafid Keramane : hommage à un grand patriote
- Le Jour d’Algérie – quotidien algérien – 13 novembre 2013 : Il y a un an… Hommage à un grand patriote
- L’Expression –quotidien algérien -07 février 2015 –Hafid Keramane, un repère d’une glorieuse épopée